# Cloudgaming
Cloudgaming is een vorm van cloudcomputing en biedt diensten aan op het vlak van computerspellen.
Het maakt mogelijk computerspellen direct te streamen via een thin client. Zo wordt het computerspel gedraaid op de servers van het bedrijf en wordt het resultaat direct geüpload naar de computer van de gebruiker. Hierdoor wordt een aparte spelcomputer overbodig. De gebruiker kan computerspellen spelen die een fors beroep doen op grafische mogelijkheden zonder daarvoor de nodige hardware te hoeven aanschaffen. Dit komt doordat alle berekeningen, die normaal door de videokaart van een spelcomputer worden uitgevoerd, nu op de servers van het dienstlenend bedrijf worden uitgevoerd. De prestaties van de computer van de gebruiker zijn computer zijn hierbij minder belangrijk.
Om dit alles te verwezenlijken is een snelle internetconnectie noodzakelijk. Als de gebruiker een knop indrukt, wordt een signaal verzonden naar de server, waarop de server het antwoord op deze actie terugstuurt. Bij een langzame verbinding kan eerder latentie of vertraging (Engels: lag) optreden zodat de acties niet op tijd in het spel en de visuele terugkoppeling bij de speler aankomen.